# أندرو وايلي (قس)
أندرو وايلي (بالإنجليزية: Andrew Wylie)‏ هو قس أمريكي، ولد في 12 أبريل 1789 في مقاطعة واشنطن في الولايات المتحدة، وتوفي في 11 نوفمبر 1851 في بلومنغتون في الولايات المتحدة.